# ネミコン
ネミコン株式会社（NEMICON CORPORATION）は、東京都港区に本社を置くロータリエンコーダなどの回転センサーを製造、販売するメーカーである。

## 概要
ロータリエンコーダのインクリメンタルタイプの販売台数は2012年現在でシェアNo.1のトップメーカーである。
直径7.2mm〜126mm程度までの幅広い製品を持つ。
2012年5月に福島県中通り県南地方にある白河工場がロータリーエンコーダーの累計生産一千万台を達成した。
単独工場としては国内では初めてで、業界団体の一般社団法人日本電気制御機器工業会は「おそらく世界初ではないか」としている。
また、2014年に国内の主要エンコーダメーカーで初めてバッテリレスタイプ（Energy Harvesting)マルチターン・アブソリュートエンコーダの量産をスタートした。それからアブソリュートタイプのシェアを急激に伸ばし2019年度にはトップシェアとなる。

## 沿革
- 1969年 - 三成電気株式会社（現ネミコンの前身）を東京都豊島区池袋本町に設立
- 1980年 - 福島県西白河郡表郷村（現：福島県白河市表郷）に白河工場を設立
- 1993年 - ネミコン株式会社に社名変更
- 1996年 - 国際品質保証規格ISO9001の認証を取得
- 1997年 - 中国上海市に駐在員事務所を開設。（後にアバゴ・テクノロジーグループの現地拠点と統合）
- 1999年 - 日本電産株式会社の子会社となる。本社を東京都港区芝5丁目29番20号に移転
- 2000年 - 日本電産ネミコン株式会社に社名変更
- 2003年 - 韓国ソウル市に駐在員事務所を開設
- 2005年 - 本社を東京都品川区大崎1丁目20番13号（日本電産東京ビル）に移転
- 2005年 - 環境マネジメント国際規格ISO14001の認証を取得
- 2009年 - 日本電産株式会社と資本関係を解消。アバゴ・テクノロジーグループの子会社となり、ネミコン株式会社に社名変更
- 2009年 - 本社を東京都港区新橋5丁目8番11号（新橋エンタービル）に移転
- 2012年 - エンコーダの累計出荷数が1,000万台と突破
- 2014年 - 日本国内主要エンコーダメーカーで初めてバッテリレスタイプ（Energy Harvesting)マルチターン・アブソリュートエンコーダを量産する
- 2016年 - アバゴ・テクノロジーグループがブロードコムを買収し社名をブロードコムとしたため、ブロードコム系の会社となる
- 2018年 - バッテリレスタイプ（Energy Harvesting)マルチターン・アブソリュートエンコーダの累計出荷数量が50万台以上を達成
- 2019年 - 本社を東京都港区虎ノ門1丁目16番4号（アーバン虎ノ門ビル）に移転